# حكومة بشارة الخوري الثالثة
حكومة بشارة الخوري الثالثة هي الحكومة الخامسة في عهد الانتداب الفرنسي على لبنان وعهد رئيس الجمهورية شارل دباس، وقد تولّى رئاسة المجلس بشارة الخوري للمرة الثالثة. تشكّلت في 10 مايو 1929، وتألفت من ثلاثة وزراء فقط. ألقي البيان الوزاري في 14/05/1929 أمام مجلس النواب ونالت الثقة بأكثرية 28 صوتًا وإمتناع نائب واحد. أشرفت الحكومة على الانتخابات النيابية 1929 وأستمرت حتى 12 1929 عند تشكيل الحكومة التالية برئاسة إميل إده.

## التشكيلة
| حكومة أوغست باشا          |               |                  |                 |           |
| الحقيبة                   | الوزير        | الإنتماء السياسي | الطائفة         | المحافظة  |
| رئيس مجلس الوزراء         | بشارة الخوري  | مستقل            | الموارنة        | جبل لبنان |
| وزير الداخلية             | بشارة الخوري  | مستقل            | الموارنة        | جبل لبنان |
| وزير الصحة والإسعاف العام | بشارة الخوري  | مستقل            | الموارنة        | جبل لبنان |
| وزير العدلية              | نجيب أبو صوان | مستقل            | الروم الكاثوليك | بيروت     |
| وزير المعارف العامة       | نجيب أبو صوان | مستقل            | الروم الكاثوليك | بيروت     |
| وزير المالية              | حسين الأحدب   | مستقل            | السنة           | الشمال    |
| وزير الأشغال العامة       | حسين الأحدب   | مستقل            | السنة           | الشمال    |
| وزير الزراعة              | حسين الأحدب   | مستقل            | السنة           | الشمال    |

## مراج
1. ↑  "أسماء وزراء الحكومات في الدور التشريعي الأول". مؤرشف من الأصل في 2020-10-01.
2. ↑  "الدور التشريعي الاول العقد العادي الأول لسنة 1929-محضر الجلسة السابعة". 22 نوفمبر 1929. مؤرشف من الأصل في 2020-10-01.
3. ↑  "الوزارة الخامسة". www.yabeyrouth.com. مؤرشف من الأصل في 2020-10-02. اطلع عليه بتاريخ 2020-10-01.